# Hippolyte Magloire Bisson
Pour les articles homonymes, voir Bisson.
Hyppolite Magloire Bisson, né le 5 février 1796 à Guéméné et mort le 5 novembre 1827 à Stampalia (Astypaléa) en Grèce est un officier de la Marine nationale française, du grade d'enseigne de vaisseau.

## Biographie

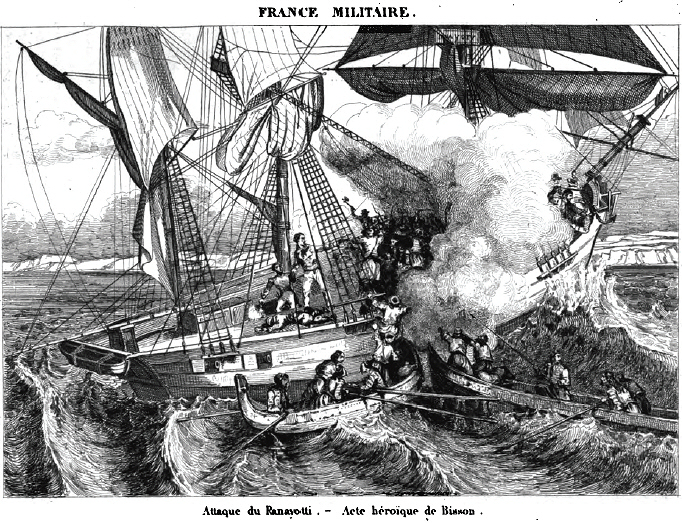
Attaque du Panayotis, acte héroïque de Bisson, vers 1838

Il navigue au long cours à partir de 1809 et devient aspirant en 1815. Il sert alors aux Antilles puis à Terre-Neuve (1816-1817), dans l'océan Indien, au Sénégal et en Guyane (1818-1819) avant de ramener le négrier Joséphine , en 1819, à Saint-Louis, après sa capture.
Il est nommé enseigne de vaisseau en 1821 puis second de la Daphné en 1825. Il participe alors de nombreuses missions contre les pirates qui ravagent l'archipel grec.
Le 1er novembre 1827, au cours de la guerre d'indépendance grecque, Avec un équipage de 14 hommes, il est chargé d'armer et de commander le Panayotis, (ou Panayoti) un brick pris à des pirates grecs par la flotte de l'amiral de Rigny. Séparé du reste de la flotte, alors qu'il est mouillé dans le port de Stampalia, il est attaqué par deux misticks (ou Tartanes selon les sources) pirates portant 140 hommes ; gravement blessé, il se saborde en faisant sauter son navire plutôt que de se rendre (6 novembre 1827). Une pension fut décernée à sa sœur, à titre de récompense nationale.
Jules Verne mentionne tous ces événements dans son roman L'Archipel en feu (chapitre XIV).

## Hommages
Une stèle commémore l'évènement dans un des ports d'Astypaléa.
En Bretagne, au moins trois rues portent son nom (Hippolyte Bisson) ainsi que la rue Bisson à Paris

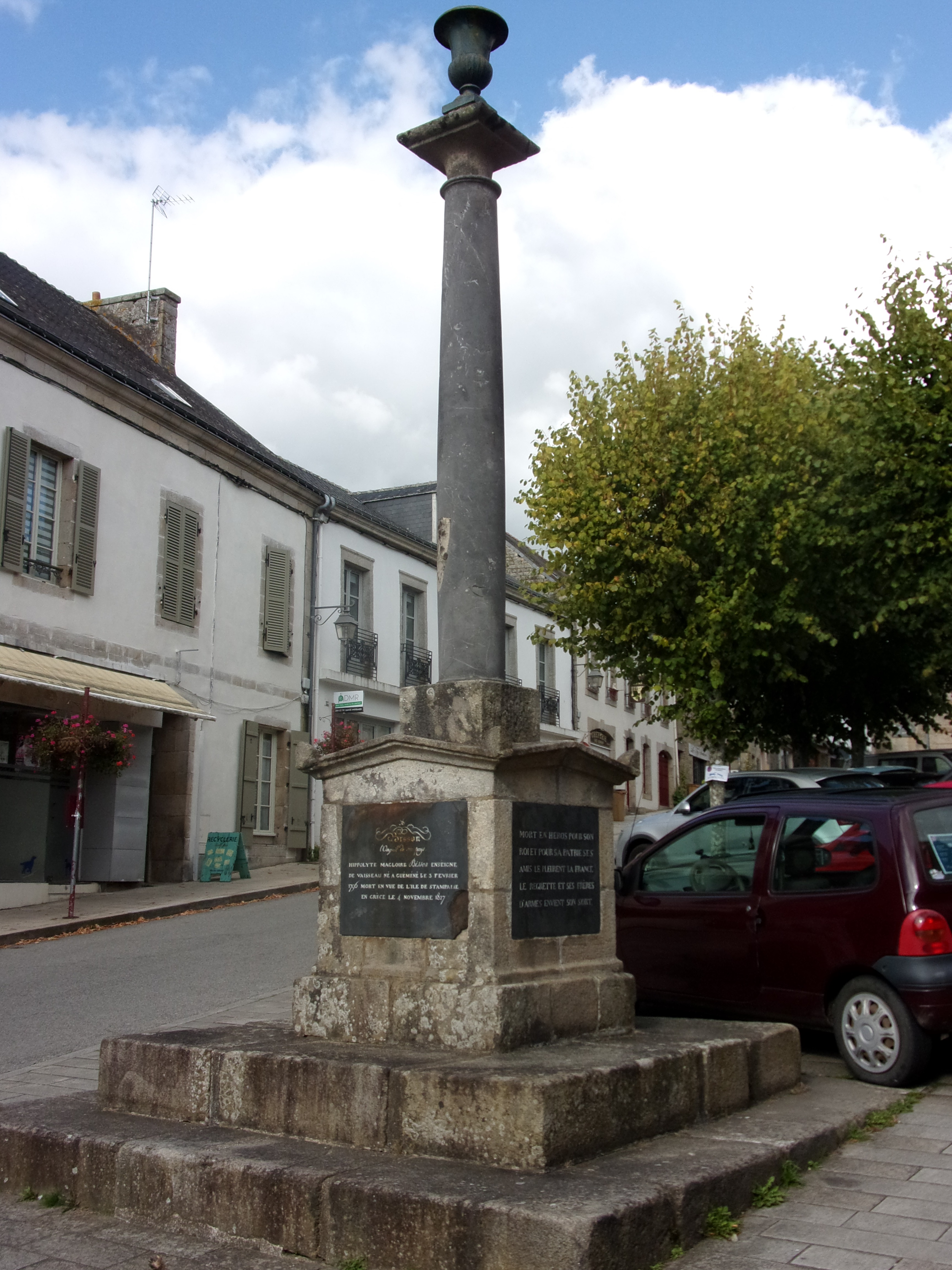
Colonne érigée en l'honneur d'Hyppolite Bisson, enfant du pays, à Guémené-sur-Scorff.